# سیارک ۲۱۵۴۱
سیارک ۲۱۵۴۱ (به انگلیسی: 21541 Friskop، نامگذاری:1998QP16) بیست و یک هزار و پانصد و چهل و یکمین سیارک کشف شده‌است که در ۱۷ اوت ۱۹۹۸ کشف شد.
قدر مطلق سیارک برابر ۱۸.۶ است.